# Карах
Кара́х (рос. Карах) — гірська вершина у північно-східній частині Великого Кавказу. Знаходиться на території Росії (південний Чечня).